# 小帶刺尾魚
小帶刺尾魚，為輻鰭魚綱鱸形目刺尾魚亞目刺尾魚科的其中一個種。1787年，德國醫生兼博物學家Marcus Elieser Bloch首次將本種正式描述為Chaetodon chirurgus，其模式產地為馬提尼克島。

## 分布
本魚分布於大西洋區，包括美國、加勒比海、委內瑞拉、巴西、哥倫比亞、蓋亞那、法屬圭亞那、蘇利南、塞內加爾等海域。

## 深度
水深2至25公尺。

## 特徵
本魚體呈橢圓形而側扁。體呈灰白色，體側有10多條藍灰色細縱紋，大部分縱紋起自頭部，延伸至尾鰭基部。尾鰭、背鰭和臀鰭的邊緣是藍色。口小，端位，上下頜各具一列扁平齒，齒固定不可動，齒緣具缺刻。尾鰭略凹。尾柄兩側各有一平臥於溝中的向前尖棘，易傷人，須注意。背鰭硬棘9枚、背鰭軟條24至25枚、臀鰭硬棘3枚、臀鰭軟條22至23枚。體長可達39公分，體重可達5.1公斤。

## 生態
本魚棲息在水質清澈礁石區或潟湖，成小群活動，日行性，屬草食性，以藻類為食。

## 經濟利用
可做為食用魚或觀賞魚。